# Alexandra do Nascimento
Alexandra Priscila do Nascimento (n. 16 septembrie 1981, São Paulo, São Paulo, Brazilia) este o handbalistă braziliană care joacă pentru echipa națională a Braziliei pe postul de extremă dreapta. Până în vara anului 2016, handbalista a evoluat la clubul românesc HCM Baia Mare. Începând din vara anului 2016, ea s-a transferat la echipa maghiară Váci NKSE.
Do Nascimento a participat la Jocurile Olimpice din 2004 de la Atena, la Jocurile Olimpice din 2008, din China, și la Jocurile Olimpice din 2012, desfășurate la Londra.

## Palmares
- Campionatul Austriei:
  - Câștigătoare: 2004, 2005, 2006, 2007, 2008, 2009, 2010, 2011, 2012, 2013, 2014

- Cupa ÖHB:
  -  Câștigătoare: 2004, 2005, 2006, 2007, 2008, 2009, 2010, 2011, 2012, 2013, 2014

- Liga Națională:
  -  Medalie de argint: 2015

- Cupa României:
  -  Câștigătoare: 2015

- Supercupa României:
  -  Câștigătoare: 2015

- Liga Campionilor EHF:
  - Finalistă: 2008

- Cupa Cupelor EHF:
  -  Câștigătoare: 2013
  - Finalistă: 2004

- Trofeul Campionilor EHF:
  - Finalistă: 2004, 2008

- Campionatul Mondial:
  -  Câștigătoare: 2013

- Campionatul Panamerican:
  - Câștigătoare: 2011, 2013

- Campionatul Sud-American:
  - Câștigătoare: 2013

- Cupa Provident:
  -  Câștigătoare: 2013

## Premii și distincții
- Cel mai bun jucător al anului-IHF - 2012[5]
- Cea mai bună marcatoare a Campionatului Mondial: 2011[6]